# Fata di bambole
Fata di bambole (Anne of Green Gables) è un film muto del 1919, diretto da William Desmond Taylor e prodotto dalla Realart Pictures. Il film si basa sui romanzi Anne of Green Gables (1908), Anne of Avonlea (1909), Chronicles of Avonlea e Anne of the Island (1915) della scrittrice canadese Lucy Maud Montgomery; i primi tre fanno direttamente parte della "saga" di Anna dai capelli rossi.
Nel 1934, la RKO produsse un remake del film, noto in Italia col titolo La figlia di nessuno, diretto da George Nicholls, Jr., con Anne Shirley come protagonista. Nel 1940 ne è stato girato il seguito, Anne of Windy Poplars, tratto dal romanzo omonimo di Lucy Maud Montgomery, diretto da Jack Hively e interpretato sempre da Anne Shirley.

## Trama
I due anziani fratelli Marilla e Matthew Cuthbert adottano Anne Shirley, una bambina rimasta orfana che da quel momento vivrà nella loro fattoria chiamata Green Gables. All'inizio Marilla fa fatica a comprendere il carattere vivace di Anne, ma lentamente la bambina entrerà nella famiglia e sarà amata dai due fratelli come una figlia.
La storia si dipana attraverso le numerose avventure che accompagneranno Anne nel corso degli anni, da bambina fino alla maggiore età. Dopo la laurea Anne diventerà l'insegnante di Avonlea e i soldi guadagnati permetteranno di pagare l'operazione che ridarà la vista a Marilla che aveva ormai perduto per una malattia. Il film termina con il matrimonio tra Anne e il suo innamorato Gilbert Blythe.

## Produzione
Il film fu prodotto dalla Realart Pictures Corporation.

### Cast

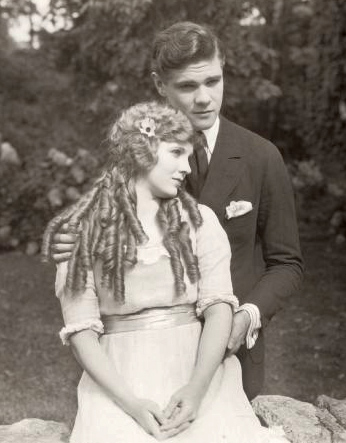
Mary Miles Minter e Paul Kelly in una scena del film

- Mary Miles Minter (1902-1984) - Quando il film uscì, nel novembre 1919, l'attrice aveva 17 anni. Giovanissima, era diventata per il pubblico americano una delle star più amate. Quattordici mesi più tardi, il 1º febbraio 1922, cominciò il suo inarrestabile declino. Coinvolta nella morte del regista William Desmond Taylor ma, soprattutto, dall'essere stata la sua amante (lui aveva 50 anni, lei meno di venti), l'attrice fu travolta dallo scandalo e ne ebbe distrutta la carriera. Tanto che decise di lasciare gli Stati Uniti per andare a vivere in Francia da dove sarebbe tornata solo nei suoi ultimi anni di vita.
- Paul Kelly (1899-1956) - Attore bambino, cominciò a recitare in teatro per poi iniziare una promettente carriera cinematografica negli anni venti. Nel 1927, fu arrestato e condannato per la morte di Ray Raymond, avvenuta due giorni dopo che tra i due uomini era scoppiato un violento alterco a causa della relazione di Kelly con la moglie della vittima. In carcere, dove Kelly sarebbe rimasto per due anni, l'attore studiò dizione, preparandosi al ritorno al cinema che, in quel periodo, stava passando al sonoro. La sua carriera non subì che una battuta d'arresto e Kelly divenne uno dei più noti caratteristi del cinema hollywoodiano degli anni trenta e quaranta.

## Distribuzione
Distribuito dalla Realart Pictures Corporation, il film uscì nelle sale cinematografiche statunitensi il 23 novembre 1919. Nel 1922, fu distribuito il 27 maggio in Portogallo con il titolo Romance de Uma Orfã. Uscì anche in Venezuela come Anne de Green Gables e in Italia nel 1923, con il titolo tradotto in Fata di bambole. Nel Regno Unito, fu presentato il 23 agosto 1926 distribuito dalla Woolf & Freedman Film Service.
Si ritiene che non sia rimasta nessuna delle sei copie originali di questo film, che pertanto è considerato perduto. A seguito delle indagini eseguite per la morte in circostanze misteriose e mai chiarite del regista William Desmond Taylor avvenuta nel 1922, venne scoperto il rapporto intimo tra il regista e la giovane attrice Mary Miles Minter, che destò grandissimo scandalo soprattutto per la differenza di età fra i due. In quel frangente, numerosi film diretti da Taylor vennero distrutti, tra cui le sei copie di Fata di bambole. Il ritrovamento nel 2001 di due grandi locandine del film che erano state nascoste per anni sotto un tappeto in una casa di una cittadina del Michigan, fa sperare che almeno una copia della pellicola sia sopravvissuta e che possa essere un giorno ritrovata.

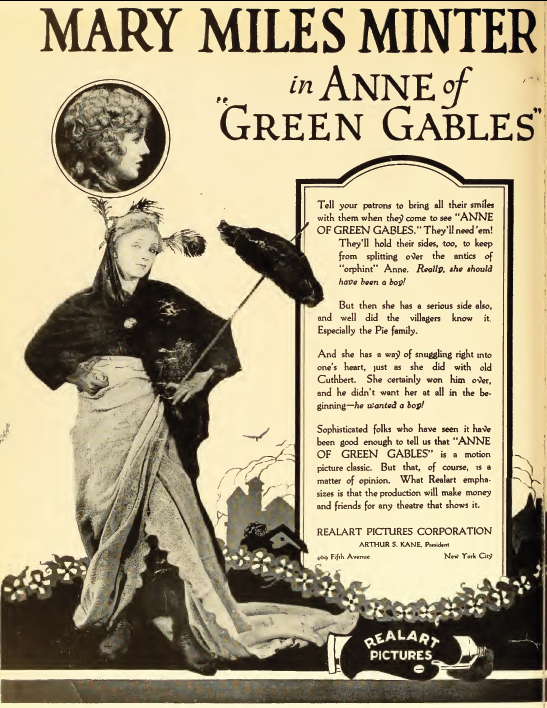
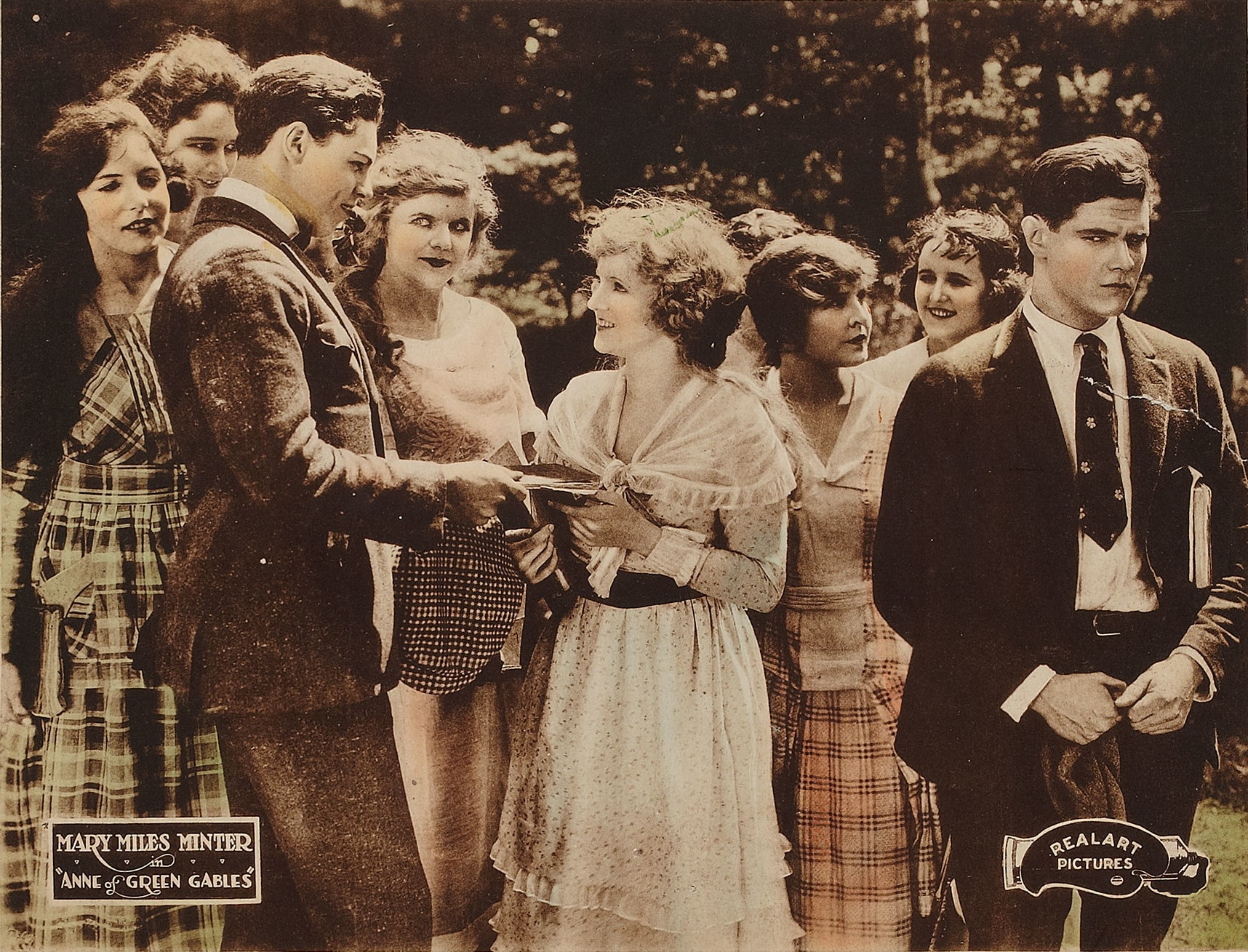
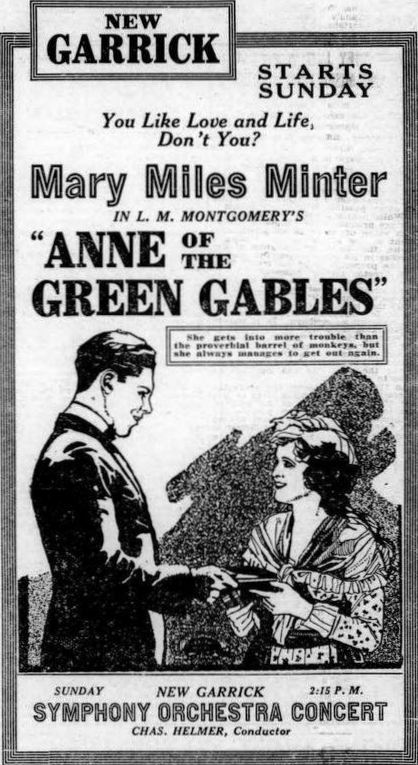
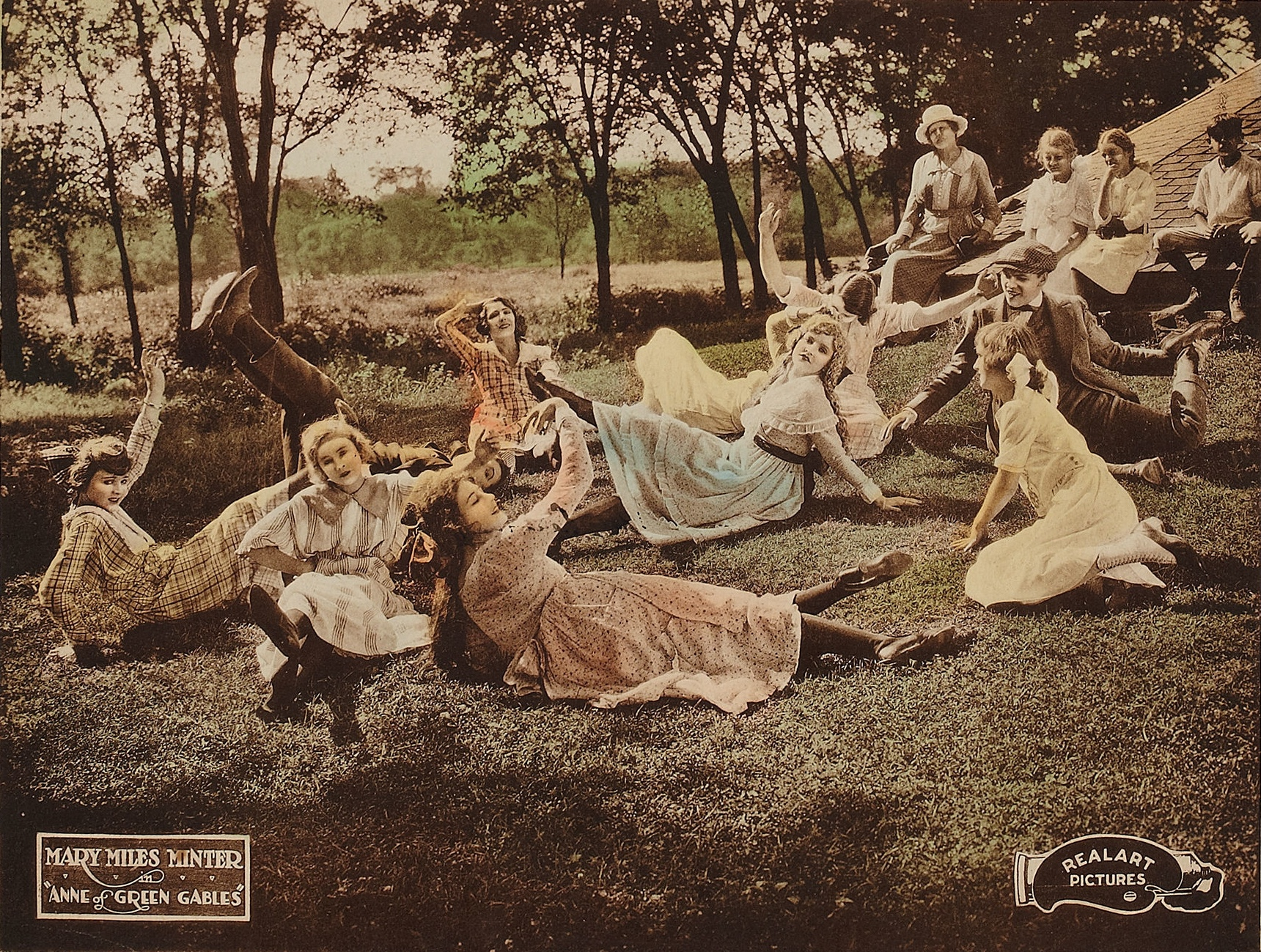
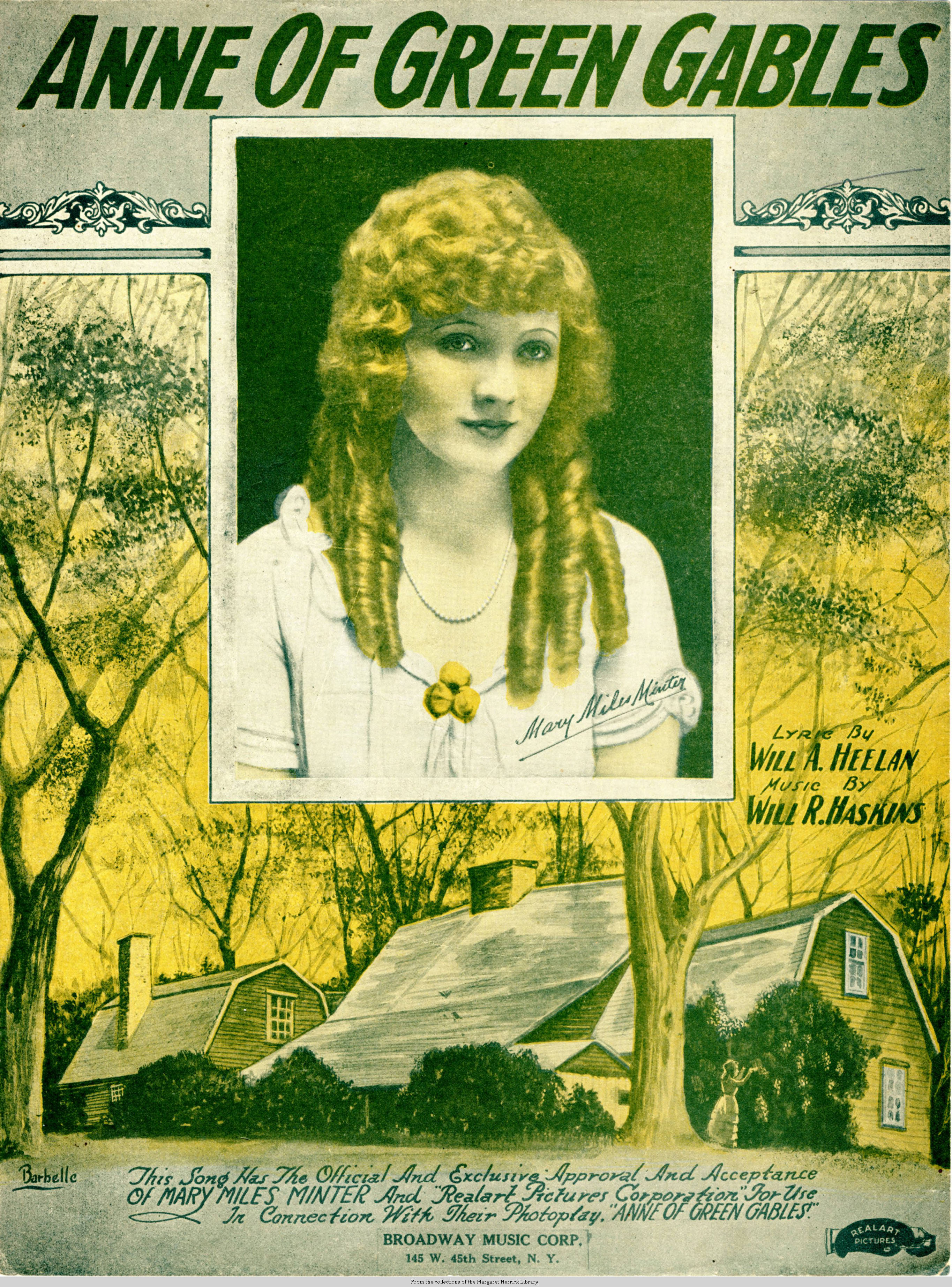